# Phylloquinone
La phylloquinone, également appelée vitamine K1 ou phytoménadione, est une 2-méthyl-1,4-naphtoquinone substituée avec un résidu 3-phytyle. C'est une vitamine K, liposoluble, stable à l'air et à l'humidité, mais qui se décompose à la lumière du jour. On la trouve naturellement dans une grande variété de plantes, où elle joue le rôle d'accepteur d'électrons dans les chloroplastes au sein du photosystème I des membranes thylakoïdes.
Elle intervient comme cofacteur dans la formation des facteurs de coagulation II (prothrombine), VII, IX et X dans le foie. Elle est utilisée pour remédier à la toxicité du coumaphène (warfarine) et comme antidote pour le coumatrétralyl.
Elle se trouve naturellement dans les feuilles vertes des végétaux notamment les choux, épinards, brocolis.
Chez les personnes atteintes de diabète sucré, la supplémentation en vitamine K1 pendant 3 mois (10 mg/j) peut réduire le développement de nouvelles lésions calcifiantes dans les artères coronaires, comme observé par la tomographie par émission de positons. Cependant, des études à plus long terme sont nécessaires pour confirmer ces résultats et évaluer l'efficacité à long terme de la supplémentation en vitamine K1.